# Сиабандов, Саманд Алиевич
Саманд Алиевич Сиабандов (1909—1998) — заместитель командира 755-го стрелкового полка по политчасти 217-й Унечской стрелковой дивизии 48-й армии 1-го Белорусского фронта, подполковник. Герой Советского Союза.

## Биография
Родился 20 ноября 1909 года в селе Асанджан Карсской области (ныне Турция) в семье крестьянина. По национальности был курдом. Окончил Ленинградский институт советского востоковедения. Член ВКП(б) с 1931 года. Был 1-м секретарём Алагезского райкома компартии Армении. На начало Великой Отечественной войны — слушатель Ленинских курсов при ЦК ВКП(б).
В Красной Армии с 28 июня 1941 года. За время участия в боевых действиях был инструктором политотдела стрелковой дивизии, военным комиссаром стрелкового полка, заместителем командира стрелкового полка по политчасти, начальником политотдела дивизии. Воевал на Западном, Брянском, Белорусском, 1-м, 2-м, и 3-м Белорусских фронтах. В боях дважды ранен.
Участвовал в боях на Десне в районе Жуковки, в обороне Тулы, в контрнаступлении под Москвой и освобождении посёлков Щёкино, Ясная Поляна, Высоковск (1941); в освобождении города Юхнов, в боях на реке Жиздра (1942—1943); в освобождении городов Брянск, Почеп, Унеча, Гомель, в форсировании рек Десна, Сож, Днепр (1943); в Белорусской операции, в том числе в освобождении городов Бобруйск, Осиповичи, Барановичи (1944). Особо отличился при форсировании Нарева и в боях за плацдарм на его западном берегу.
Заместитель командира 755-го стрелкового полка по политчасти подполковник Сиабандов 7 сентября 1944 года в боях за плацдарм на левом берегу Нарева в районе деревни Дзбондз (южнее города Ружан, Польша) руководил отражением контратак противника, приняв на себя командование сводной группировкой (2-й батальон 755-го стрелкового полка, 766-й стрелковый полк, самоходно-артиллерийский полк и несколько подразделений танкового полка). Быстро наведя порядок в частях, он смело атаковал подходившего к Дзбондзу противника. В ожесточённой схватке советские бойцы уничтожили до 250 солдат и офицеров вермахта, подбили два танка. Лично подполковник Сиабандов истребил 15 немецких солдат. После этого Сиабандов со своими бойцами отразил три контратаки врага с большими для него потерями.
Указом Президиума Верховного Совета СССР от 24 марта 1945 года за образцовое выполнение боевых заданий командования на фронте борьбы с немецко-фашистскими захватчиками и проявленные при этом мужество и героизм подполковнику Сиабандову Саманду Алиевичу присвоено звание Героя Советского Союза с вручением ордена Ленина и медали «Золотая Звезда» (№ 5980).
В 1945 году С. А. Сиабандов участвовал в Восточно-Прусской операции, в том числе в освобождении города Алленштайн (ныне Ольштын, Польша). Заключительный этап Великой Отечественной войны подполковник Сиабандов провёл в должности начальника политотдела 217-й стрелковой дивизии. Её части форсировали реку Пассарге и заняли её восточный берег. 19 марта 1945 года дивизия во взаимодействии с другими частями овладела городом Браунсберг — крупным опорным пунктом обороны немцев на побережье залива Фришес-Хафф. Затем части дивизии, продолжая беспрерывно наращивать удары по противнику, пытавшемуся всеми средствами удержаться, 25 марта столкнули противника в залив Фришес-Хафф. Остатки его войск были частью пленены, а частью уничтожены.
На берегу Балтийского моря закончилась война для Героя Советского Союза подполковника Саманда Алиевича Сиабандова.
С 1945 года подполковник С. А. Сиабандов — в запасе. С февраля 1946 года — депутат Верховного Совета СССР. С мая 1946 года — первый секретарь Алагезского райкома КП(б) Армении. В 1950 году в Москве окончил Высшую партийную школу при ЦК ВКП(б). Работал в аппарате ЦК КП(б) Армении: ответственным организатором, членом Партийной комиссии. С февраля 1952 года — заместитель министра, начальник управления кадров Министерства сельского хозяйства Армянской ССР. В 1965 году заочно окончил Ереванский сельскохозяйственный институт. Вторично избирался депутатом Верховного Совета СССР (четвёртого созыва), затем депутатом Верховного Совета Армянской ССР, членом ревизионной комиссии Компартии Армении. Автор армяно-курдского словаря (1957), а также двух поэм на курдском языке: «Сиабанд и Хадже» (1959) и «Счастливая жизнь» (1966). Жил в городе Ереване. Умер 14 ноября 1998 года. Похоронен в Ереване на Тохмахском кладбище.
Награждён орденом Ленина (24.03.1945), 2 орденами Красного Знамени (01.08.1943; 27.07.1944), 2 орденами Отечественной войны 1-й степени (19.02.1945; 11.03.1985), орденами Отечественной войны 2-й степени (30.11.1943), Красной Звезды (09.07.1942), 2 орденами «Знак Почёта», медалью «За отвагу» (22.01.1942), другими медалями. Почётный гражданин Еревана (1987).

## Сочинения
- Армяно-курдский словарь. Ереван, 1959.
- Сиабанд и Хадже. Ереван, 1959.
- Счастливая жизнь. Ереван, 1966.